# 155mm SpGH Zuzana自行榴弹炮
Zuzana 155 mm 自行榴弹炮 是由斯洛伐克國防建設公司开发的火炮系统，配备45或52倍径155mm火炮和自动装弹机。它由152mm SpGH DANA自行榴弹炮发展而来。
该系统射程远、准确度和射速高，可迅速准备开火，并且其基于太脫拉815的8×8底盘带来了高越野机动性。该火炮可以使用任何北约155毫米標準弹药，火控系统允许多发同时弹着模式（Multiple round simultaneous impact, MRSI）。Zuzana的独特之处之一是该火炮的炮塔和乘员舱之间互相完全独立，这使得炮组人员不会和自动装弹机械之间相互构成干扰，且能使其免受射击过程中产生的气体的影响。

## 使用国

ZUZANA火炮使用国

- 斯洛伐克 : 16 (另有数辆研发原型) + 25 Zuzana 2 已下订单
- 賽普勒斯 : 12 (M2000G)
- 乌克兰 : 2022年4月乌克兰同斯洛伐克协商购买16辆Zuzana 2火炮[1]。2022年5月斯洛伐克正式宣布将向乌克兰移交8辆[2][3]。至8月13日，已有四辆交付。2022年10月2日，丹麦，德国和挪威和生产商签署协议为乌克兰购买16辆Zuzana 2火炮。[4]